# Europudding
En europudding är en film- eller TV-produktion som har samproducerats mellan flera europeiska länder, ofta med höga internationella ambitioner, och till följd av detta saknar naturlighet, trovärdighet och konstnärlig sammanhållning. Ordet används nedsättande.

## Bakgrund och definition
Sedan 1990-talet har det skett en ökning av antalet filmfonder som ger ekonomiskt stöd till europeiska samproduktioner. Tillsammans med en allmänt tilltagande globalisering inom filmproduktion har detta bidragit till europuddingen som fenomen. Utmärkande för europuddingen kan vara medvetna försök att tilltala en internationell publik, inspelningsplatser i flera olika länder och skådespelare från olika språkområden, som en följd av filmfonder och samproducenter snarare än konstnärliga val. Dimitris Eleftheriotis, professor i filmvetenskap vid University of Glasgow, har beskrivit europuddingen som "en samproduktion som avgörs av behovet av finansiering snarare än skaparnas längtan att arbeta tillsammans".
Enligt Oxford English Dictionary är ordet tidigast belagt i The Guardian på 1980-talet. Tyska Lexikon der Filmbegriffe härleder själva fenomenet till 1960-talets ökning av europeiska samproduktioner, och sammankopplar det negativt laddade ordet med 1990-talets globaliseringskritik.

## Exempel på filmer
- 1992 – 1492 – den stora upptäckten – filmregissören Bertrand Tavernier: "Tyvärr men 1492 – den stora upptäckten framstår för mig som en film tyngd av ett mycket mediokert manus och stelt skådespeleri (till och med Sigourney Weaver ser utklädd ut). Den är ett typexempel på en europudding och Ridley Scotts kvaliteter, som jag har hyllat många gånger, slumrar här."[4]

- 2002 – Heaven – Anthony Kaufman i Indiewire: "[Tyske regissören Tom Tykwers] senaste europuddingskonstighet Heaven utspelar sig i Italien, med amerikanska och australiska skådespelare som talar italienska och engelska, allt för att bringa liv åt ett polskt manus av Krzysztof Kieslowski och Krzysztof Piesiewicz."[5]

- 2002 – Jag är Dina – Eva Redvall i Sydsvenskan: "Jag är Dina, inspelad på Kjerringøy i Nordnorge förra våren och sommaren, är en riktig så kallad europudding. Regissören, Ole Bornedal, kommer från Danmark, manuset är skrivet av regissören i samarbete med svensken Jonas Cornell. Fem länder - Sverige, Norge, Danmark, Frankrike och Tyskland - har varit med och satsat pengar, och skådespelarna är hämtade från ett flertal håll i Europa. Samtliga talar engelska i filmen, några med större framgång än andra."[6]

- 2003 – Luther – Robert Koehler i Variety: "Även med Joseph Fiennes som en fysisk, intellektuell Martin Luther, framträder det senaste försöket till en biofilm om den kristne reformatorn som en förlamande historisk uppvisningsparad snarare än en film med egen puls. Auran av europuddingens gamla produktionskännemärke vilar över Luther (skriven, regisserad och agerad mestadels av britter, och producerad och tekniskt framarbetad mestadels av tyskar)."[7]

- 2015 – The Girl King – Helena Lindblad i Dagens Nyheter: "Det är lite svårare att förstå att den finske regissören Mika Kaurismäkis drömprojekt blivit en så träig europudding trots den lovvärda ambitionen att göra en erotisk melodram i en intrigrik, kunglig miljö."[8]